# 자메이카역

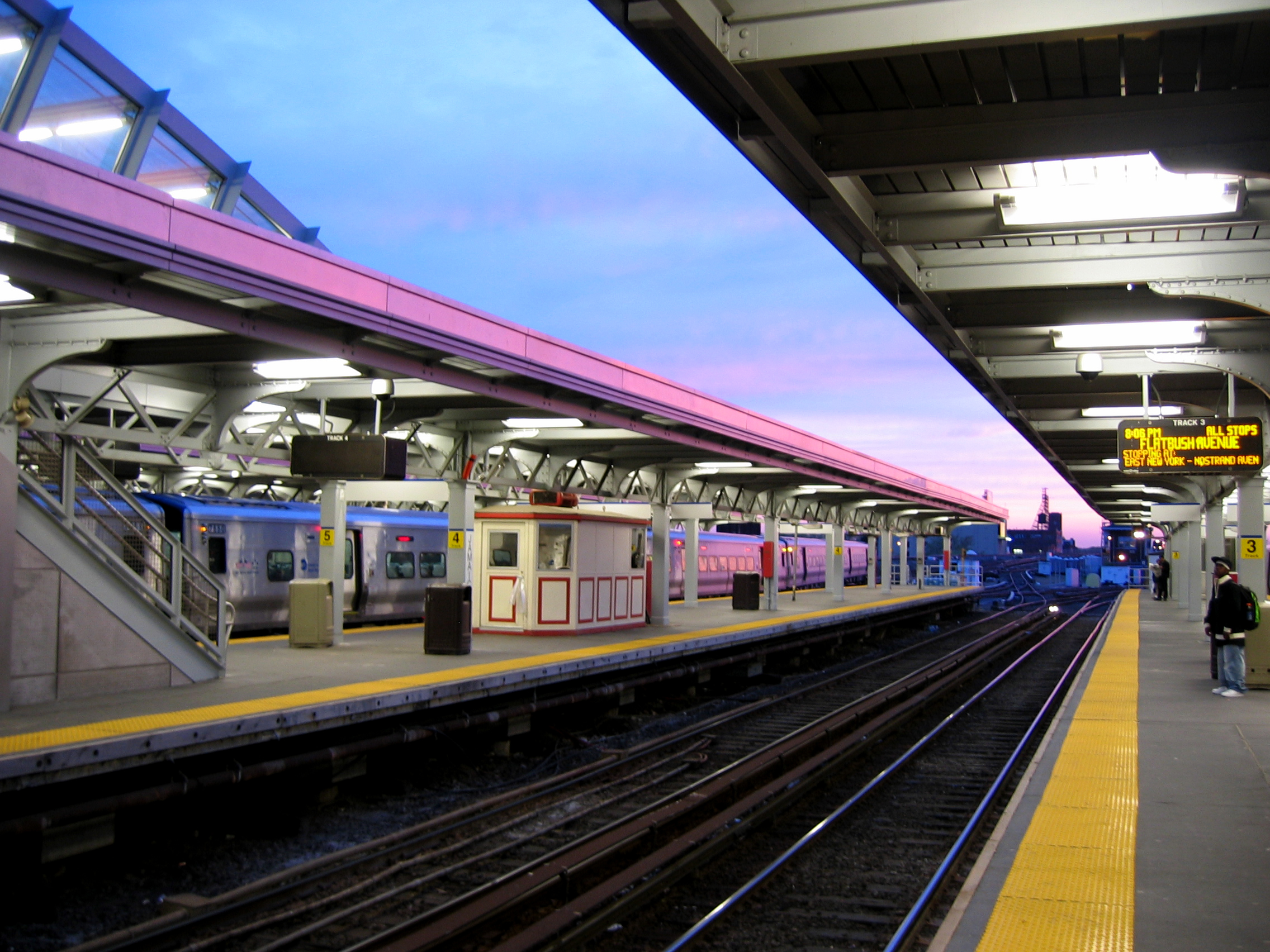
자메이카 역(서향)

미국 뉴욕시의 자메이카 역(Jamaica station, 자메이카 스테이션)은 롱 아일랜드 레일로드(LIRR)의 주요 허브 스테이션으로 뉴욕시 퀸즈의  자메이카지역에 위치하고 있다. 평일 승객이 200,000명을 초과하는 북미 지역에서 네 번째로 분주한 기차역이자 롱아일랜드(Long Island)에서 가장 큰 대중 교통 허브이며 통근 교통을 독점적으로 제공하는 두 번째로 가장 바쁜 역이다. 펜실베이니아 역(Pensylvania Station,Penn Station,펜 역) 및 그랜드 센트럴 터미널(Grand Central Terminal) 그리고 그 다음으로  뉴욕 지역에서 세 번째로 분주한 철도 허브이기도 하다. 매일 1,000개가 넘는 많은 전철 및 기차가 북미지역에 위치한  펜 스테이션(Penn Station), 그랜드 센트랄 터미널(Grand Central Terminal) 및 뉴저지의 세카우커스 환승역(Secaucus Transfer,세카우커스 정션 Secaucus Junction)에 이어서 뉴욕 지역에서는 세 번째로 빈번히 이곳을 통과한다.
한편 자메이카 스테이션은 존 F. 케네디 국제공항(JFK국제공항)의 에어트레인 JFK 전철 노선도 합류한다. 따라서 JFK국제공항과 뉴욕시 전역을 연결하는 거점 환승역이다.

## 허브
- 뉴욕 지하철의 아처에비뉴 라인(Archer Avenue lines) E, J, 그리고 Z노선 : 서트핀대로(Sutphin Boulevard)–아처 에비뉴(Archer Avenue)-JFK역[2]
- 에어트레인 JFK: 자메이카 스테이션(Jamaica station)
- 롱아일랜드 철도(Long Island Rail Road) 역명: 자메이카 스테이션(Jamaica station)
- MTA 뉴욕 트랜짓(MTA New York City Transit) 및 MTA 버스(MTA Bus): Q6, Q8, Q9, Q20A, Q20B, Q24, Q25, Q30, Q31, Q34, Q40, Q41, Q43, Q44 SBS, Q60, 그리고 Q65번
- 낫소 인터 카운티 익스프레스(Nassau Inter-County Express,NICE)역명: n4

## 같이 보기
- 뉴욕 지하철 F선
- 뉴욕 지하철 A선